# Afrikanischer Herkuleskäfer
Der Afrikanische Herkuleskäfer oder Centauruskäfer (Augosoma centaurus, teils auch Dynastes centaurus) ist eine Art aus der Familie der Blatthornkäfer. Er ist zusammen mit dem Goliathkäfer (Goliathus goliatus) einer der größten Käfer des afrikanischen Kontinents.

## Merkmale
Das Männchen des Afrikanischen Herkuleskäfers erreicht eine Körperlänge von bis zu neun Zentimetern (gemessen mit Horn), Weibchen bis zu 5,5 Zentimetern. Die Tiere haben eine Flügelspannweite von bis zu 15 Zentimetern. Käfer beiderlei Geschlechts sind von rotbraun-glänzender Farbe. Vor allem beim Männchen sind die Flügeldecken dabei meist etwas heller gefärbt als der fast schwarzbraune Kopf. Die Männchen tragen am Pronotum ein langes, nach vorn gerichtetes Horn variabler Länge (bis zu drei Zentimeter). Nahe der Basis des Horns sitzen zwei seitlich nach unten weisende Zähne (bis zu 0,5 Zentimeter lang). Der Kopfschild (Clypeus) trägt ein weiteres, etwas kürzeres, nach hinten gebogenes Horn (bis zwei Zentimeter), an dessen Oberkante ein weiterer abgeflachter Zahn sitzt; beide Hörner bilden zusammen eine zangenartige Struktur. Die Weibchen besitzen auf dem Pronotum zwei kleine, nebeneinander stehende, fast unsichtbare Hörner von nur rund 1,5 Millimetern Länge. Die Fühler sind bei beiden Geschlechtern sehr kurz und tragen die übliche Blätterkeule der Scarabaeidae. Im Gegensatz zu denen der Männchen sind die Vorderschienen der Weibchen viel kürzer und kräftiger und damit als Werkzeuge zum Vergraben der Eier ausgebildet.

## Verbreitung
Der Käfer ist im tropischen West- und Zentralafrika verbreitet. Sein Verbreitungsgebiet reicht von Guinea ostwärts über Liberia nach Kamerun und von dort süd-ostwärts bis in das Kongobecken und nach Ruanda. Hier bewohnt er weniger die feuchten Primärwaldgebiete, sondern eher sekundäre Waldflächen und Kulturland mit ihrem extremen Totholzanfall (Rodungen, Sägewerke). In der Nähe von Sägewerken findet man ihn oft. Gatter (1986) zählte in Liberia besonders im Oktober und November 50 bis 100 Exemplare pro Nacht an stark beleuchteten Sägewerksbetrieben. In einem gleichzeitig durchgeführten Programm zur Erforschung der Vogelwelt der liberianischen Regenwälder, bei dem dauernd etwa 200 laufende Meter Vogelnetze aufgebaut waren, fingen sich regelmäßig viele verschiedene Nashorn- und Bockkäferarten im dichten Wald. Dynastes centaurus war nicht darunter.

## Biologie
Die bis 10 Zentimeter langen Larven leben in moderndem Holz, von dem sie sich ernähren.
Die markanten Kopfhörner dienen den Männchen als Waffen beim Kampf um Weibchen. Die Männchen können stridulieren, indem sie das Hinterende der Flügeldecken über eine raue Platte des Abdomens reiben. So fordern sie Rivalen heraus. Nimmt ein Rivale die Herausforderung an, versetzen sich die Tiere Rammstöße mit den Hörnern. Mit dem beweglichen unteren Horn kann der Käfer bei Kämpfen die Konkurrenten aber auch erfassen und auf den Rücken drehen. Er kann damit auch Fressfeinde packen und diese oder deren Glieder mit dem unteren Horn gegen die beiden spitzen oberen Zähne drücken (auch für menschliche Finger eine durchaus schmerzliche Erfahrung).
Wie bei vielen Blatthornkäfern, existieren außerdem weibchenförmige Männchen ohne Hörner. Diese Formen entstehen, wenn die Larve im Entwicklungsstadium nicht genügend Futter findet. Gatter (1986) beobachtete in der Flugzeit der Käfer, welche auf eine extreme Trockenzeit des Jahres 1982/83 in Liberia folgte, auffallend viele dieser Hungerformen mit Größen von nur 3,7 Zentimetern bei Männchen und 3,9 Zentimetern bei Weibchen. Gatter wies die Käfer in Liberia in den Jahren 1981–1984 vor allem mittels Lichtfallen nach. Hier hat der Käfer zwei getrennte Flugzeiten. Die erste beginnt mit dem Beginn der schweren Regenfälle nach der Haupttrockenzeit im März. Sie endet in den einzelnen Jahren verschieden zwischen Ende Mai und Mitte Juni und vor Beginn der Zwischentrockenzeit. Nach Ende dieser Trockenperiode beginnt im September die zweite Flugzeit. In Liberia erreicht die Anzahl der Käfer im Oktober den ganzjährigen Höhepunkt. Nach Beginn der Haupttrockenzeit im November nimmt die Zahl der Käfer dann rasch ab. Männchen und Weibchen haben in den beiden getrennten Flugzeiten zeitlich unterschiedliche Anflugshöhepunkte. Die Weibchen haben im März, zu Beginn der ersten Flugzeit einen höheren Anteil, während im Juni, am Ende der ersten Flugzeit, der Anteil der Männchen größer ist.
Die Käfer leben wohl meist standortgebunden und legen fliegend keine größeren Stecken zurück. Gatter markierte die Käfer und bezifferte Wiederfänge in den folgenden Tagen auf ca. 40 Prozent.

## Kommerzielle Bedeutung
In Liberia werden die Käfer von Angehörigen der Volksgruppe der Grebo regelmäßig an Lichtquellen gefangen oder deren Larven aus verrottendem Pflanzenmaterial ausgegraben. Sie werden in Palmbutter gekocht als Delikatesse verzehrt. Wildfänge und Verkäufe der Käfer an Sammler und Raritätenliebhaber – wie diese etwa vom südamerikanischen Herkuleskäfer (Dynastes hercules) bekannt sind – spielen in Afrika eher eine geringe Rolle. Lokal gilt Augosoma centaurus in den westafrikanischen Küstenländern als starker Schädling in Palmenplantagen. In Liberia spielte der Käfer in den 1980er Jahren als Schädling kaum eine Rolle, da sein natürlicher Lebensraum noch weiträumig erhalten war. In Waldgebieten betrachten ihn die Einheimischen eher als Nutztier, da er essbar ist.